# Docebo
Docebo ist ein Learning Management System (LMS), das webbasiert als Grundlage für E-Learning dienen kann. Im Jahr 2005 wurde Docebo erstmals veröffentlicht. Der Name Docebo bedeutet auf Latein „Ich werde lehren“. Docebo bietet Funktionen, mit denen sich E-Learning-Angebote beispielsweise auch in Unternehmen einsetzen lassen.

## Produkt
Docebo Learn (LMS) ermöglicht es Unternehmen, dass sie zentral Kurse zum Lernen in (tutoriell unterstützten) Onlinekursen anbieten, ihre Lernenden dabei verfolgen (Tracking) und die Lernfortschritte grafisch und in Berichten dokumentieren können. Inhalte können mit Tags versehen werden und sind einfach im LMS zu finden.
Docebo ist mit verschiedenen Modulen verfügbar. Das Modul Docebo Coach & Share ermöglicht durch künstliche Intelligenz unterstütztes soziales Lernen im Prozess der Arbeit mit Elementen von informellem und entdeckendem Lernen. Docebo Perform ermöglicht es, noch fehlende Kompetenzen zu verwalten. Unternehmen können mithilfe von Berichten der fehlenden Kompetenzen und der Kompetenzen ihrer Mitarbeiter das Personal darin unterstützen, gezielt mit Lernprogrammen die aktuell oder später benötigten Kompetenzen zu erwerben.
Docebo unterstützt verschiedene Formate zum Import von vorgefertigten Lernbausteinen, wie SCORM und Tin Can und XAPI.
Docebo wurde von Docebo Srl entwickelt und zunächst als GPL V. 2.0 lizenziert. Mittlerweile wird das LMS als cloudbasierte Software angeboten und verfügt über Anbindungsmöglichkeiten für Drittanbieter. Die aktuelle Version 7.5 wird seit 2018 angeboten.
Im Unternehmensumfeld lässt sich nach Anlage eines Kurses und der entsprechenden Benutzer und deren Zugangsdaten der Bearbeitungsfortschritt nachverfolgen. Docebo ist in mehr als 40 Sprachen verfügbar.
Docebo wird zumeist in kleinen und mittelständischen Unternehmen eingesetzt. Es lässt sich jedoch ebenso in großen Unternehmen einsetzen.
In den Jahren 2016 bis 2018 wurde die Plattform als bestes LMS für Unternehmen auf dem Markt beschrieben.
Im Oktober 2018 wurde Docebo um einige Funktionen erweitert, die künstliche Intelligenz in Algorithmen einsetzen, um automatisierte und heuristische Ansätze von Lernen zu verwirklichen. Dabei wird das LMS eingesetzt, um das Unternehmen und sein Wachstum, die Umsätze und die Organisationsentwicklung zu verbessern.

## Geschichte
Claudio Erba gründete 2005 Docebo und ist noch immer der Geschäftsführer. Erba arbeitete zuvor an der Universität Florenz als Berater für IT-Themen. Ein Kunde fragte nach einer Lösung zur Bereitstellung von Unterrichtsmaterialien. Die entwickelte Lösung wurde nach und nach zu Docebo.
Durch Wagniskapital konnte Docebo ab 2012 expandieren und eröffnete eine Niederlassung in Athens (Georgia). Eine weitere finanzielle Unterstützung im Jahr 2016 ermöglichte die Expansion in Nordamerika und die Eröffnung einer Niederlassung in Toronto (Ontario).

## Preise und Auszeichnungen
- 2015: Brandon Hall Group’s Best Advance in Unique Learning Technology (Silber)[14]
- 2015: Brandon Hall Group’s Best Advance in Learning Management Technology (Bronze)[14]
- 2016: PCMag.com Editors’ Choice[15]
- 2016: Brandon Hall Group’s Best Advance in Learning Management Technology (Gold)[16]
- 2016: Brandon Hall Group’s Best Advance in Unique Learning Technology (Bronze)[17]
- 2016: Talented Learning’s Best All-Purpose Extended Enterprise LMS (Top 3)[18]
- 2016: Talented Learning’s Best LMS Thought Leader (Top 3)[18]
- 2017: Brandon Hall Group’s Best Strategy for a Corporate Learning University, with Cineplex (Silber)[18]
- 2017: Brandon Hall Group’s Best Advance in Creating a Learning Strategy, with Datto (Gold)[19]
- 2017: Fosway Core Leader in the Fosway 9-Grid for Learning Systems[20]
- 2018: PCMag.com Editors’ Choice[21]
- 2018: FeaturedCustomer.com Market Leader[21]
- 2018: GetApp Category Leader[22]